# Café Buono!
Café Buono! es el primer álbum de la unit de Hello! Project, Buono!.
Café Buono! fue lanzado el 20 de febrero de 2008 en Japón bajo la discográfica Pony Canyon. Se lanzó en dos ediciones diferentes: Regular y Limitada. La edición limitada incluía un DVD adicional. La primera impresión de la edición normal y limitada del álbum venía con un photocard.

## Lista de canciones

### CD
1. "Café Buono!"
2. "Nakimushi Shounen" (泣き虫少年?)
3. "Renai Rider" (恋愛♥ライダー?)
4. "Honto no Jibun" (ホントのじぶん?)
5. "Baketsu no Mizu" (バケツの水?)
6. "Garakuta no Yume" (ガラクタノユメ?)
7. "Internet Cupid"
8. "Last Forever"
9. "Kokoro no Tamago" (こころのたまご?)
10. "Hoshi no Hitsuji Tachi" (星の羊たち?)
11. "Rock no Kamisama" (ロックの神様?)
12. "Kimi ga Ireba" (君がいれば?)

### DVD
1. "Kokoro no Tamago" (こころのたまご?) (Dance Shot Version)
2. "Renai Rider" (恋愛♥ライダー?) (Dance Shot Version)
3. "CD Jacket Making Of" (ジャケット撮影メイキング?)
4. "Shugo Chara! Promotion Video" (しゅごキャラ！プロモーション映像?)

## Puestos y ventas enOricon
| Lunes | Martes | Miércoles | Jueves | Viernes | Sábado | Domingo | Ranking/Puesto semanal | Ventas |
| ----- | ------ | --------- | ------ | ------- | ------ | ------- | ---------------------- | ------ |
| –     | 5      | 11        | 18     | 21      | 23     | 30      | 11                     | 18 413 |
| 23    | –      | –         | –      | –       | –      | –       | 67                     | 2781   |
| –     | –      | –         | –      | –       | –      | –       | 176                    | 993    |
| –     | –      | –         | –      | –       | –      | –       | 177                    | 987    |
| –     | –      | –         | –      | –       | –      | –       | 290                    | 608    |

Ventas totales: 23 782